# I Cantori Moderni di Alessandroni
I Cantori Moderni di Alessandroni sono stati un gruppo musicale vocale fondato da Alessandro Alessandroni nel 1962 come evoluzione del Quartetto Caravels.

## Storia
Alessandro Alessandroni, noto per la sua grande abilità nel fischiare, fonda il gruppo nel 1962 Con la nuova denominazione e in forma di ottetto, il gruppo partecipò all'incisione di moltissimi dischi realizzati per la RCA Italiana.
Oltre alla moglie di Alessandroni, Giulia De Mutiis, che oltre al gruppo segue anche una carriera come solista, hanno cantato nel gruppo, tra gli altri: il soprano Edda Dell'Orso, che poi si darà alla carriera solista; Augusto Giardino, entrato nel gruppo nel 1966; Franco Cosacchi, Nino Dei, Enzo Gioieni e Gianna Spagnulo.
Collaborarono anche alla realizzazione di molte colonne sonore, non solo realizzate da Alessandroni; nel 1968 collaborarono con Stefano Torossi e il soprano Edda Dell'Orso per la musica del film L'età del malessere (del regista Giuliano Biagetti, tratto dal romanzo di Dacia Maraini).

## Formazione
- Alessandro Alessandroni
- Giulia De Mutiis
- Augusto Giardino
- Edda Dell'Orso
- Anna Maria Ripani
- Renato Orioli
- Raoul Lovecchio
- Franco Cosacchi
- Renzo Andreini
- Enzo Gioieni
- Gianni Dei
- Ernesto Brancucci
- Gianna Spagnulo
- Lorenzo Spadoni
- Maria Cristina Brancucci
- Annibale Giannarelli
- Mimì Bertè
- Loredana Bertè

## Discografia parziale

### Discografia principale
- 1969 - Amore, amore, amore (musiche di Piero Piccioni)
- 1972 - Signore ti cerchiamo (musiche di Mario Piatti)

### Collaborazioni
- 1964 - Bobby Solo di Bobby Solo (cori in Troppe volte e Qualcosa resterà)
- 1966 - 1999 di Lucio Dalla (cori in Io non ci sarò)
- 1971 - Oltre la collina di Mia Martini (cori in Padre davvero e Amore… amore… un corno)
- 1970 - Gabriella Ferri di Gabriella Ferri
- 1967 - Sapessi com'è facile/Scirocco (45 giri) di Renato Rascel
- 1967 - Il sole è di tutti/Passo le mie notti qui da solo (45 giri) di Stevie Wonder
- 1968 - Chimera/Una sola verità (45 giri) di Gianni Morandi
- 1969 - Concerto per Patty di Patty Pravo
- 1971 - Storie di casa mia di Lucio Dalla
- 1969 - Angeli bianchi...angeli neri (colonna sonora del film di Luigi Scattini) di Piero Umiliani
- 1969 - Dove vai tutta nuda? (colonna sonora del film di Pasquale Festa Campanile) di Armando Trovajoli (cori in Dove vai tutta nuda?, cantato da Maria Grazia Buccella)
- 1970 - Renato Rascel: sceneggiato Rai I racconti di padre Brown cori in Io non chiedo di più, musiche di Vito Tommaso con i 4 +4 di Nora Orlandi
- 1970 - Claudio Baglioni di Claudio Baglioni (cori in Notte di Natale, Lacrime di marzo, Interludio)
- 1971 - Con l'affetto della memoria di Domenico Modugno
- 1971 - Un cantastorie dei giorni nostri di Claudio Baglioni
- 1971 - Non al denaro non all'amore né al cielo di Fabrizio De André
- 1971 - La favola di Vana Veroutis
- 1972 - Questo piccolo grande amore di Claudio Baglioni
- 1978 - El Mundial (Sigla ufficiale dei Campionati del Mondo di calcio in Argentina) di Ennio Morricone (non accreditati)
- 2011 - Rome di Danger Mouse e Daniele Luppi con Norah Jones e Jack White

### Colonne sonore
- 1964 - Per un pugno di dollari (colonna sonora del film di Sergio Leone) di Ennio Morricone
- 1965 - Sette uomini d'oro (colonna sonora del film di Marco Vicario) di Armando Trovajoli
- 1965 - Per qualche dollaro in più (colonna sonora del film di Sergio Leone) di Ennio Morricone
- 1966 - Il buono, il brutto, il cattivo (colonna sonora del film di Sergio Leone) di Ennio Morricone
- 1967 - Colpo maestro al servizio di sua maestà britannica (colonna sonora del film di Michele Lupo) di Francesco de Masi
- 1967 - Gentleman Jo... uccidi (colonna sonora del film di Giorgio Stegani) di Bruno Nicolai
- 1971 - Sacco e Vanzetti (colonna sonora del film di Giuliano Montaldo) di Ennio Morricone
- 1971 - Addio fratello crudele (colonna sonora del film di Giuseppe Patroni Griffi pubblicata solo nel 2006) di Ennio Morricone